# اچ‌ام‌سی‌اس دوناکونا
اچ‌ام‌سی‌اس دوناکونا (به انگلیسی: HMCS Donnacona) یک کشتی بود.